# 雅典人書店

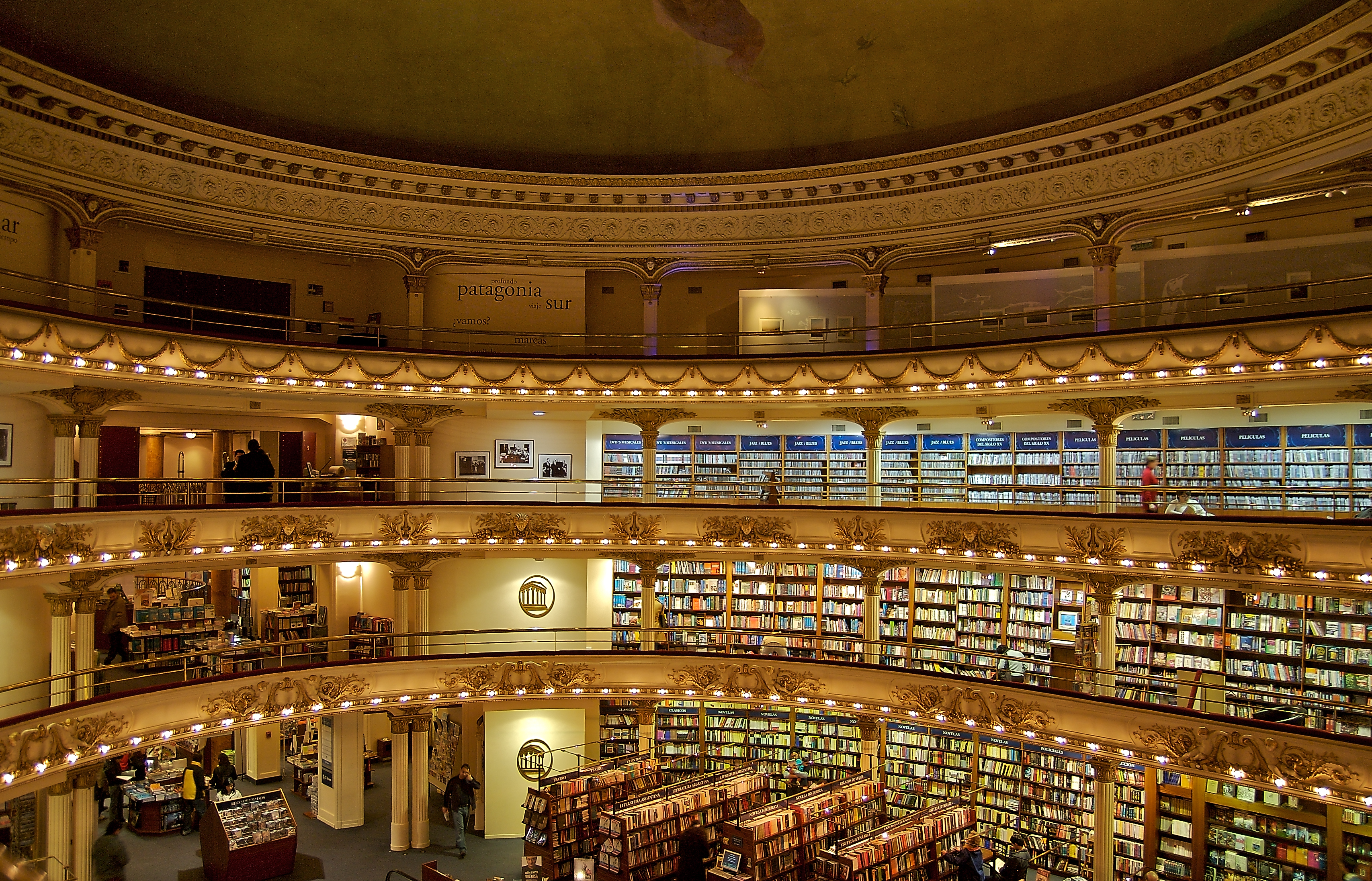
El Ateneo

雅典人書店（西班牙語：El Ateneo Grand Splendid）是一間書店，位於阿根廷布宜諾斯艾利斯，曾被衛報選為全世界第二美的書店，同時這間書店已經發展成連鎖品牌，於羅薩里奧及聖米格爾-德圖庫曼等城市開設分店。書店原址是一間大劇院，於1919年開幕，包括弗朗西斯科·卡納羅及卡洛斯·葛戴爾等著名探戈音樂家都曾在些表演。至2000年，大劇院易手予Grupo Ilhsa，Grupo Ilhsa即著手改建，將劇院的坐椅改裝成書架，使劇院成為了今日的雅典人書店。

## 畫廊

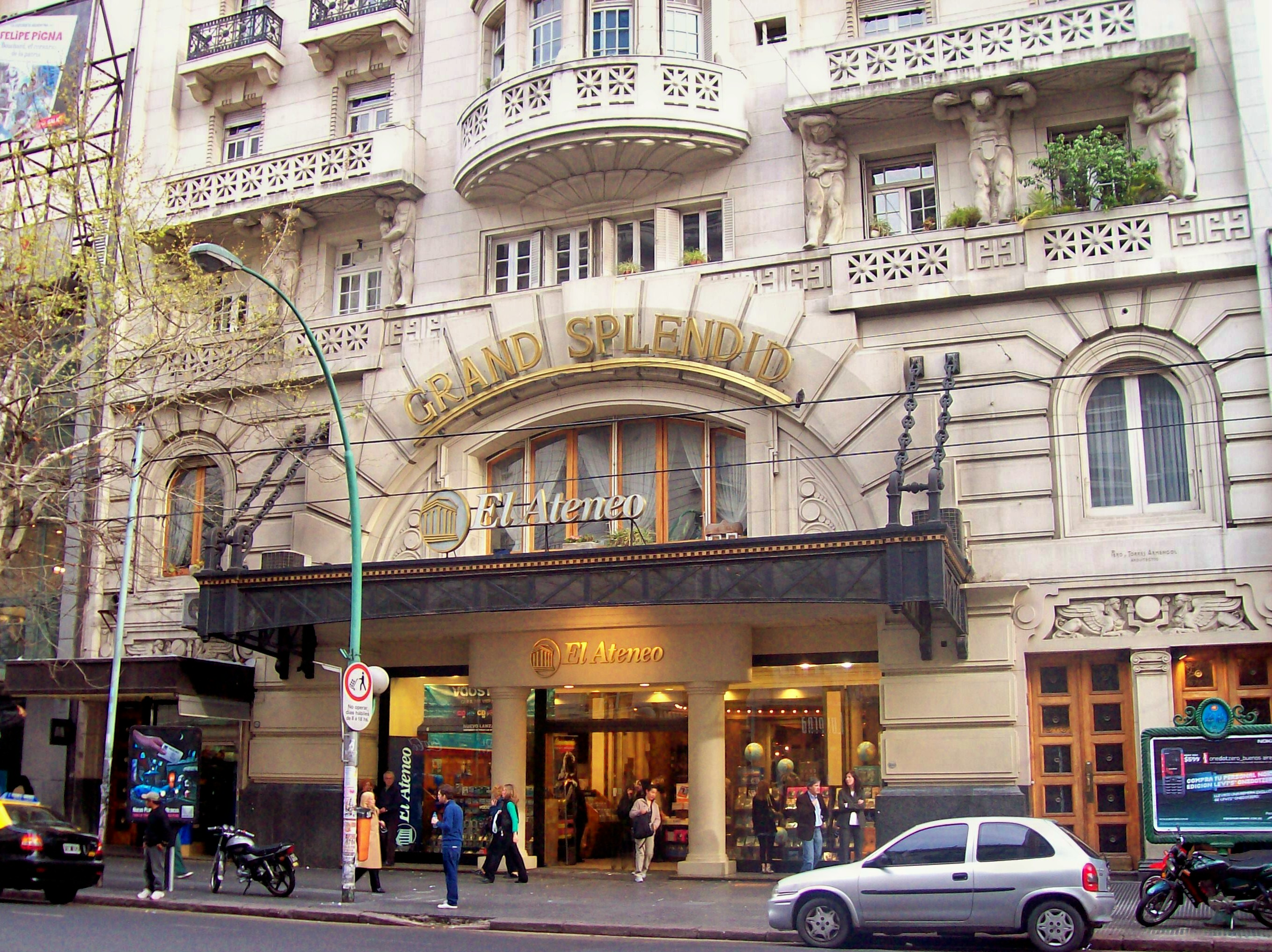
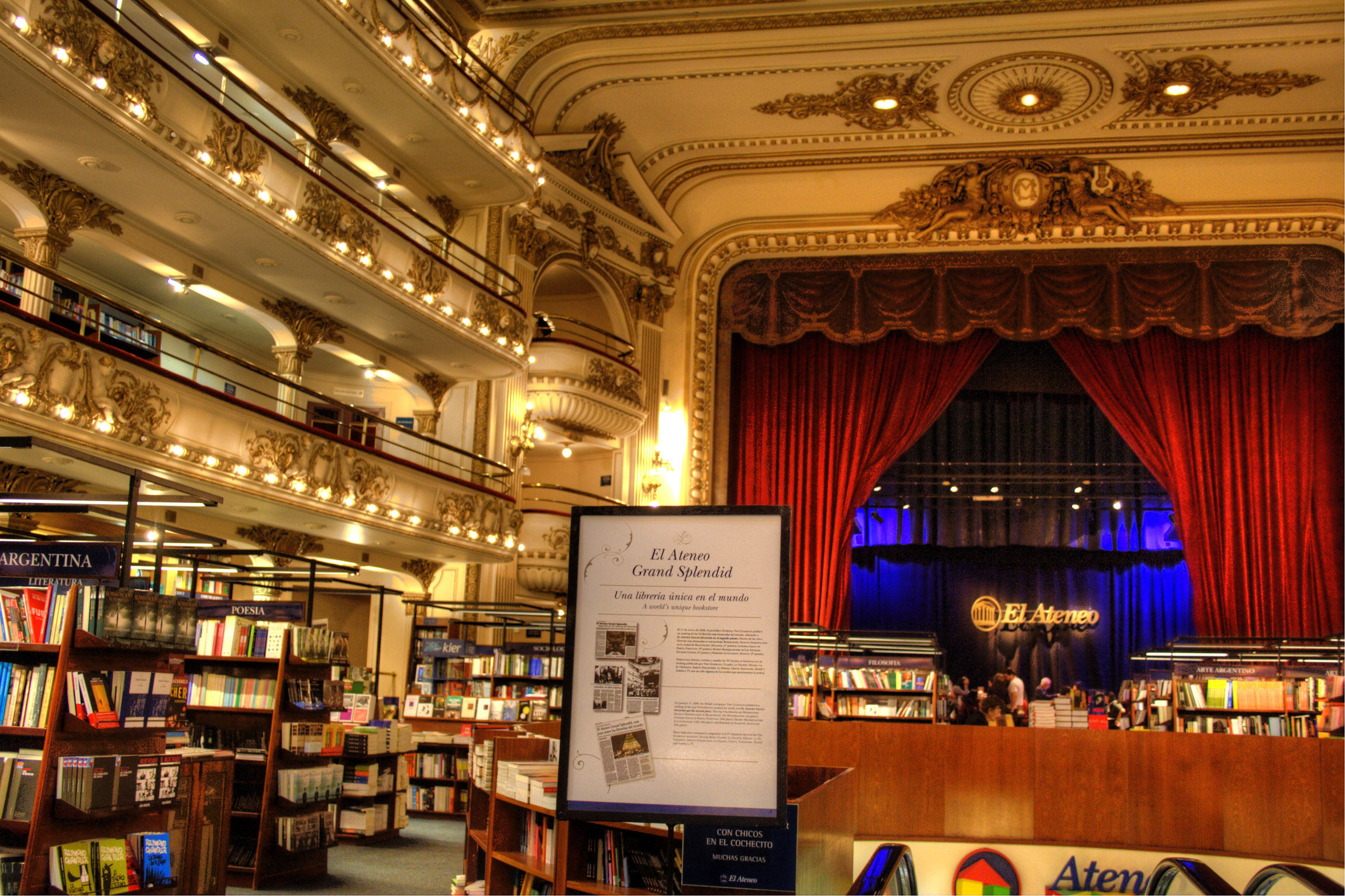
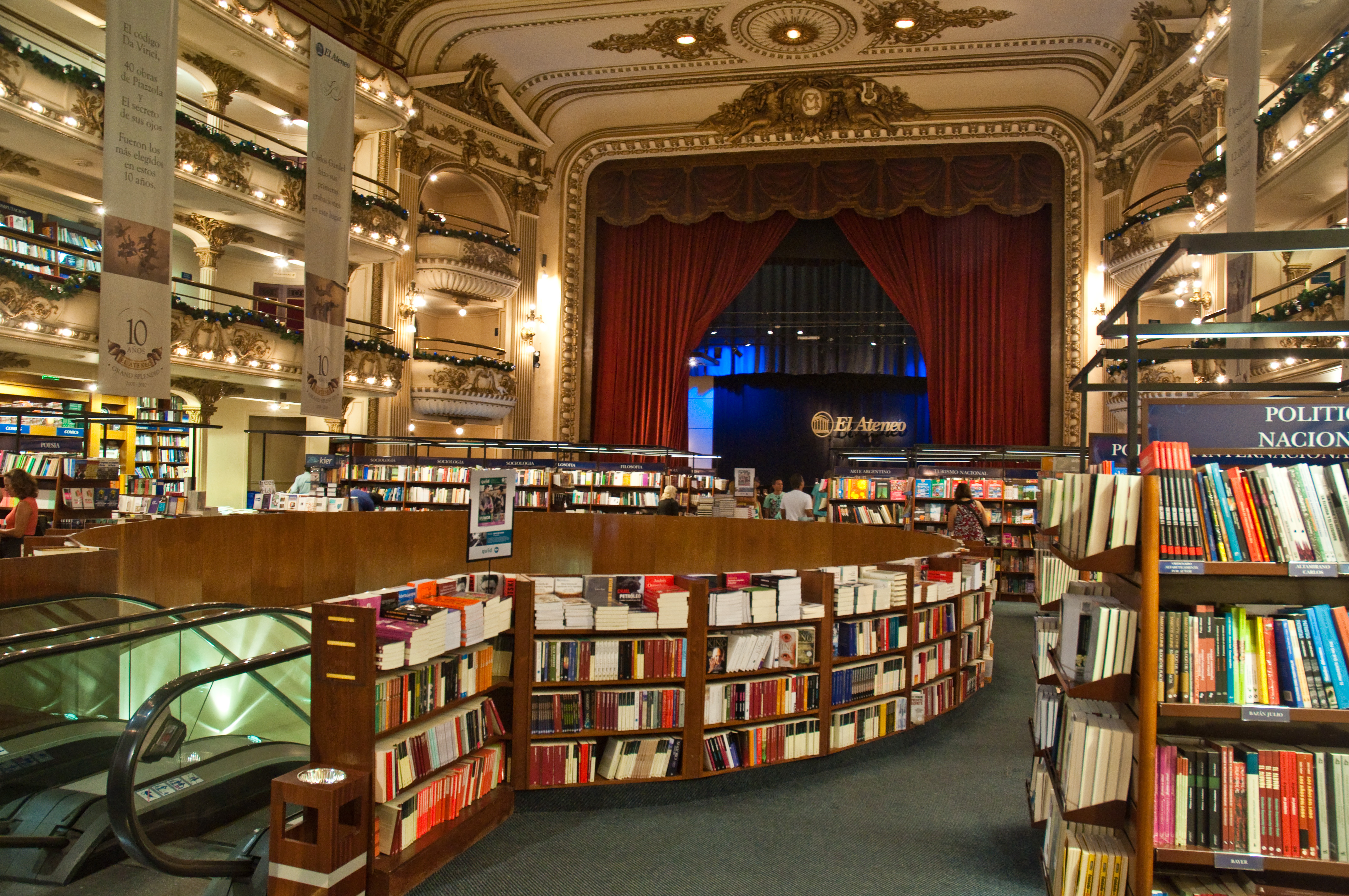
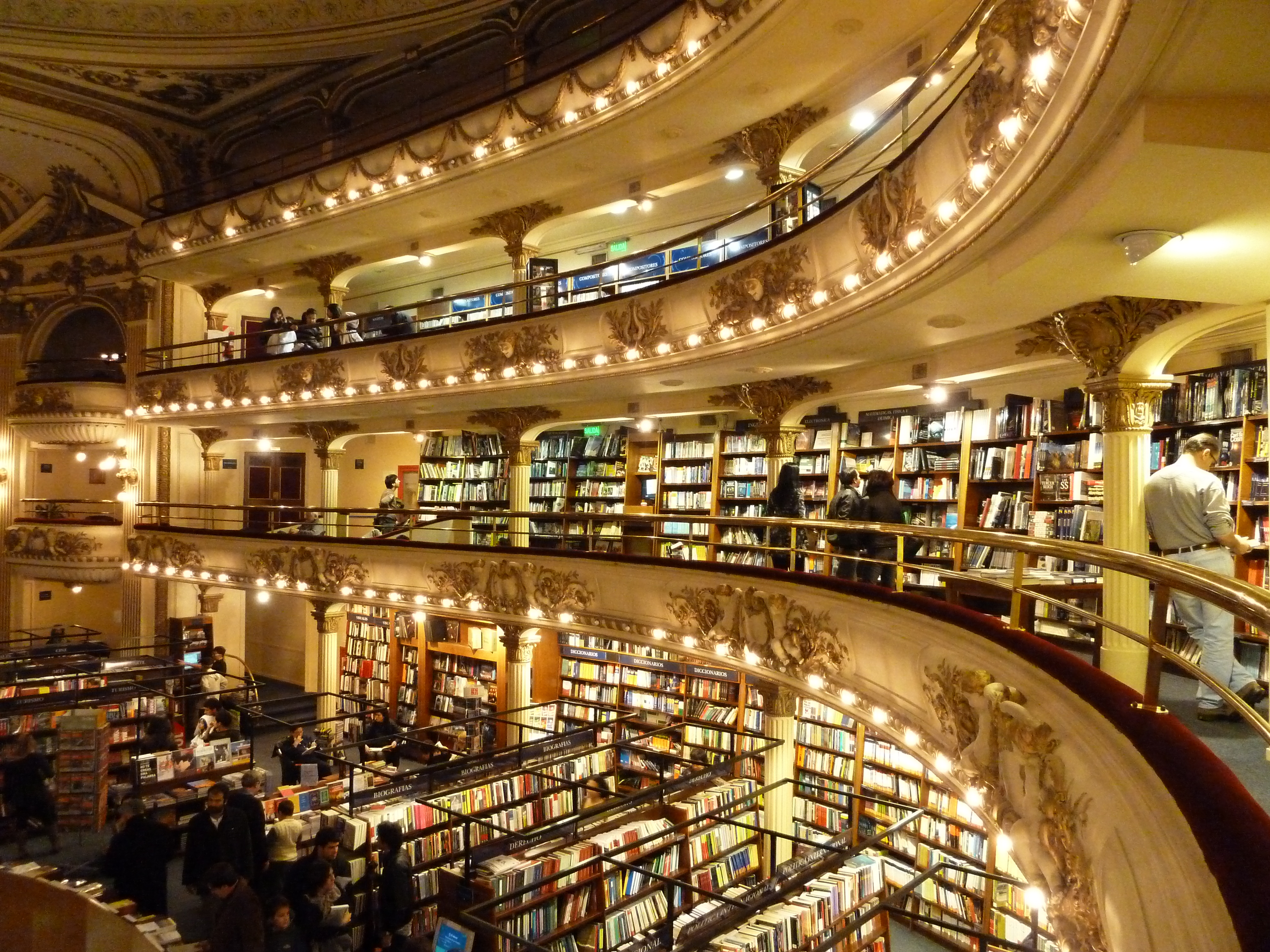
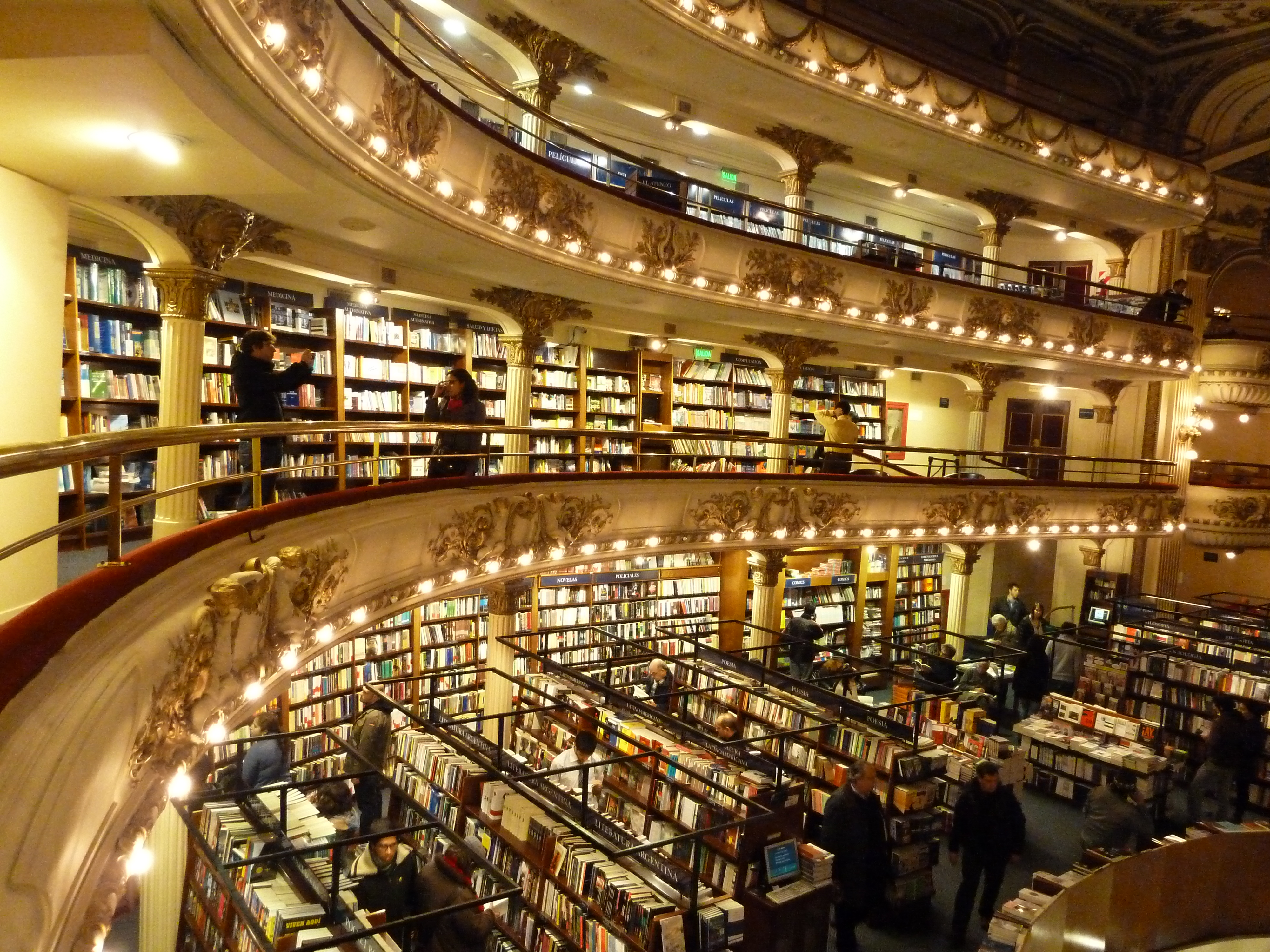
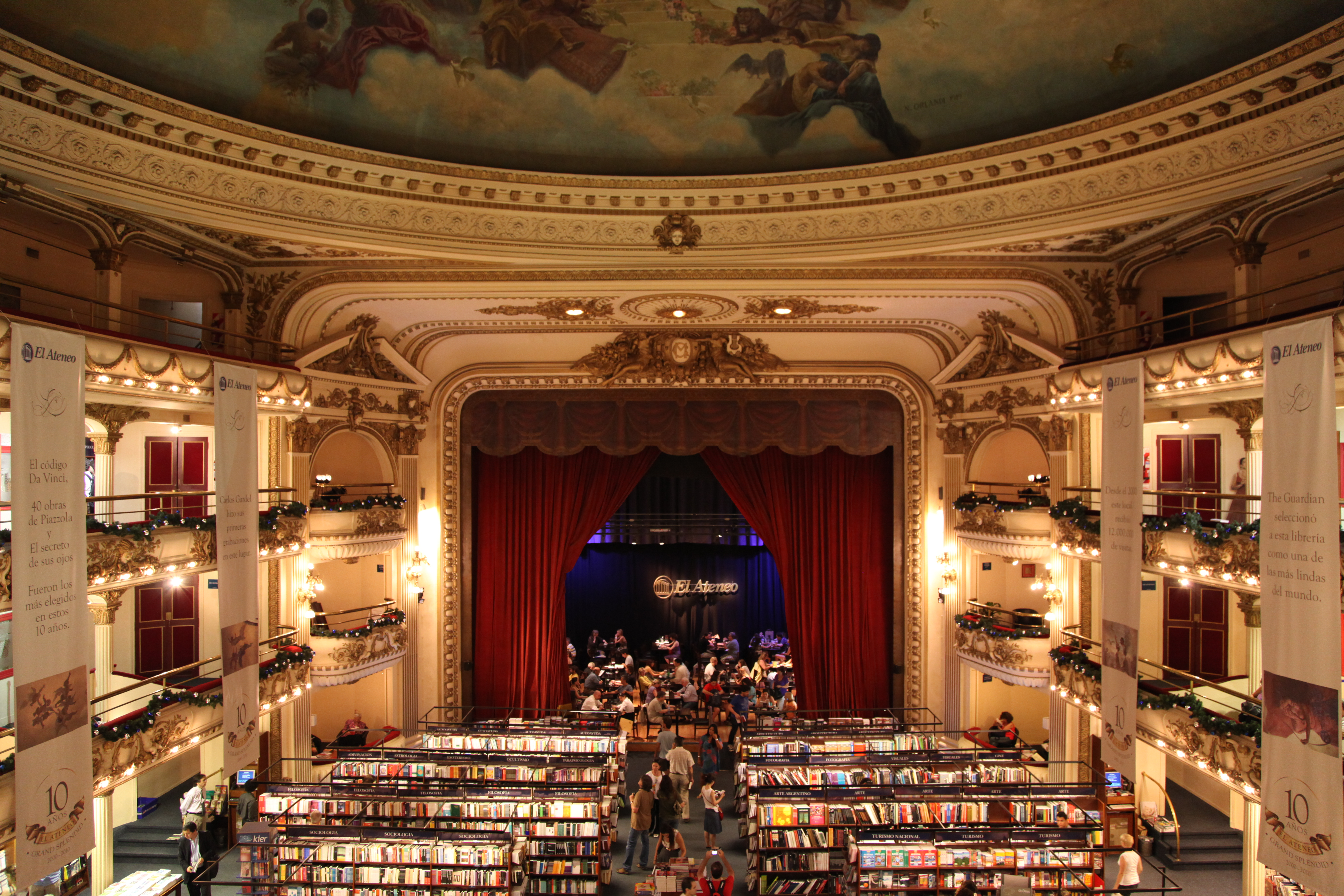
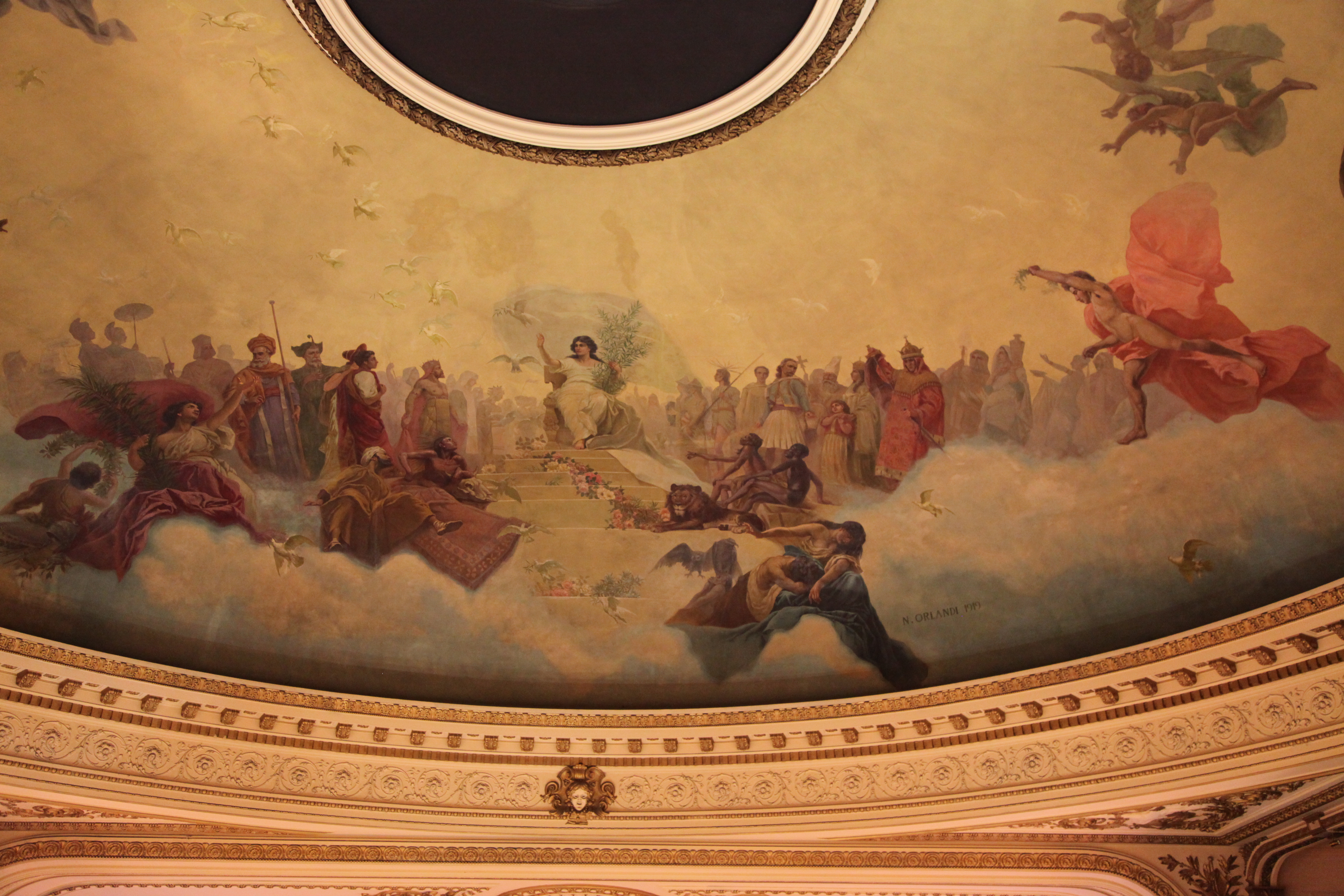
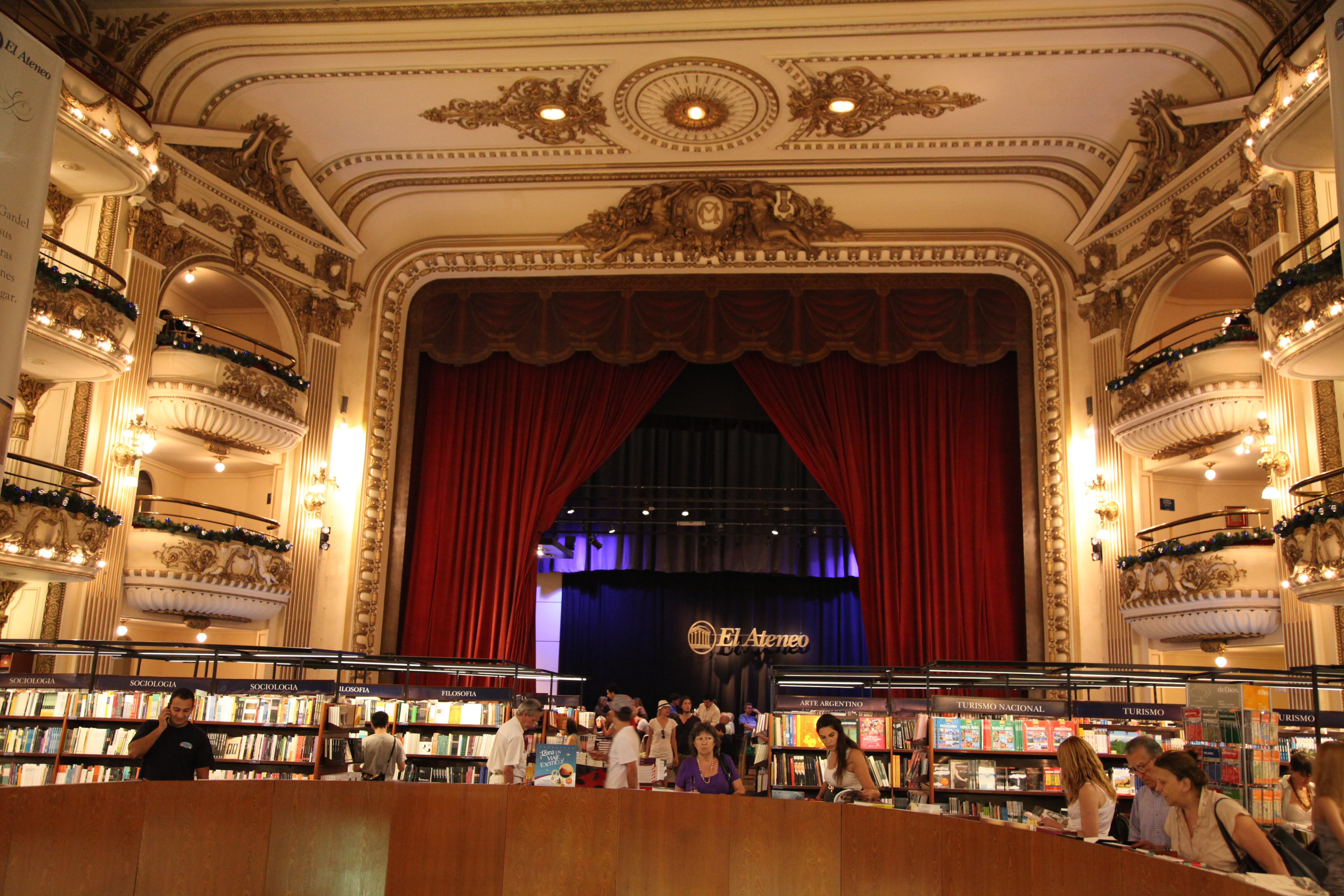
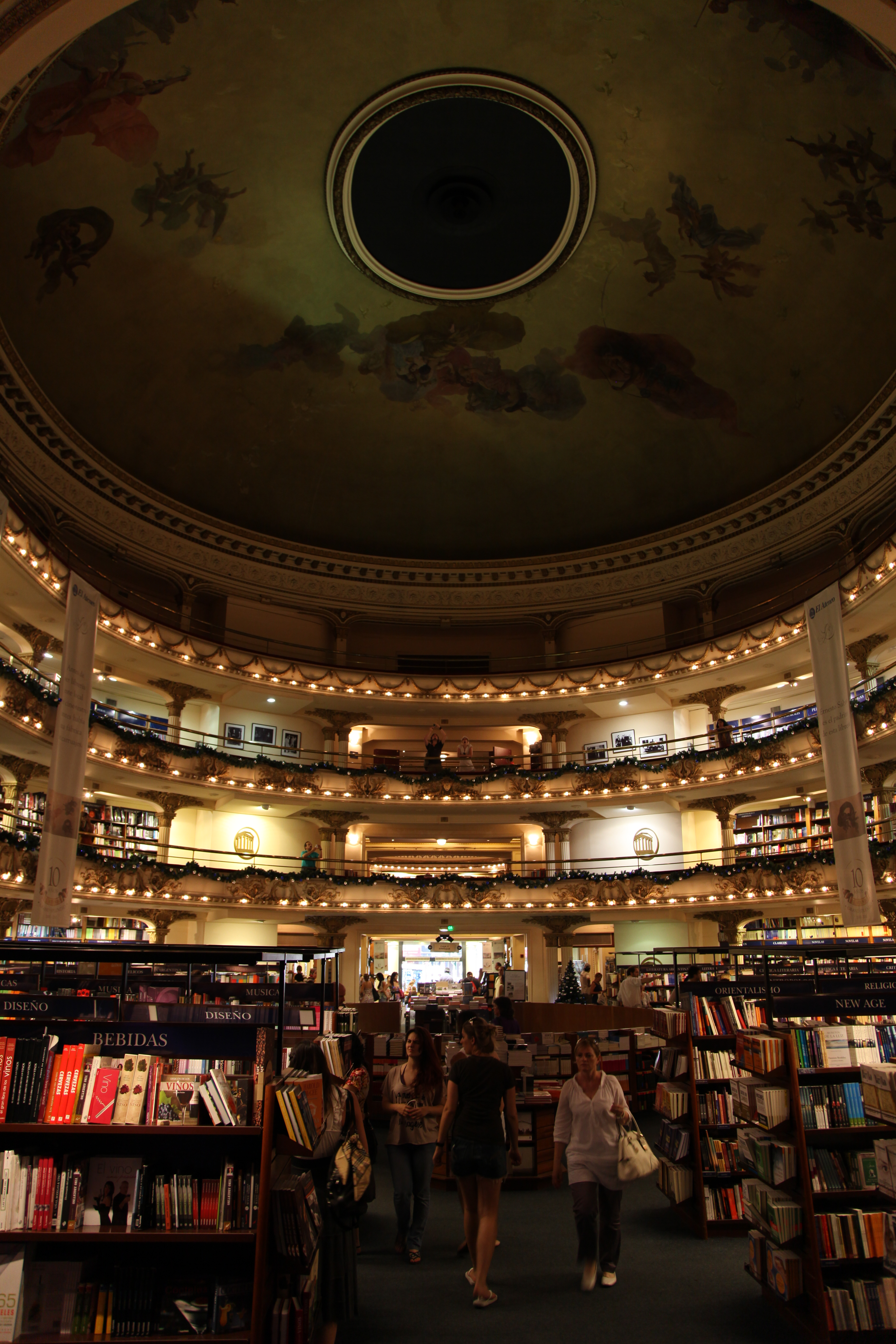
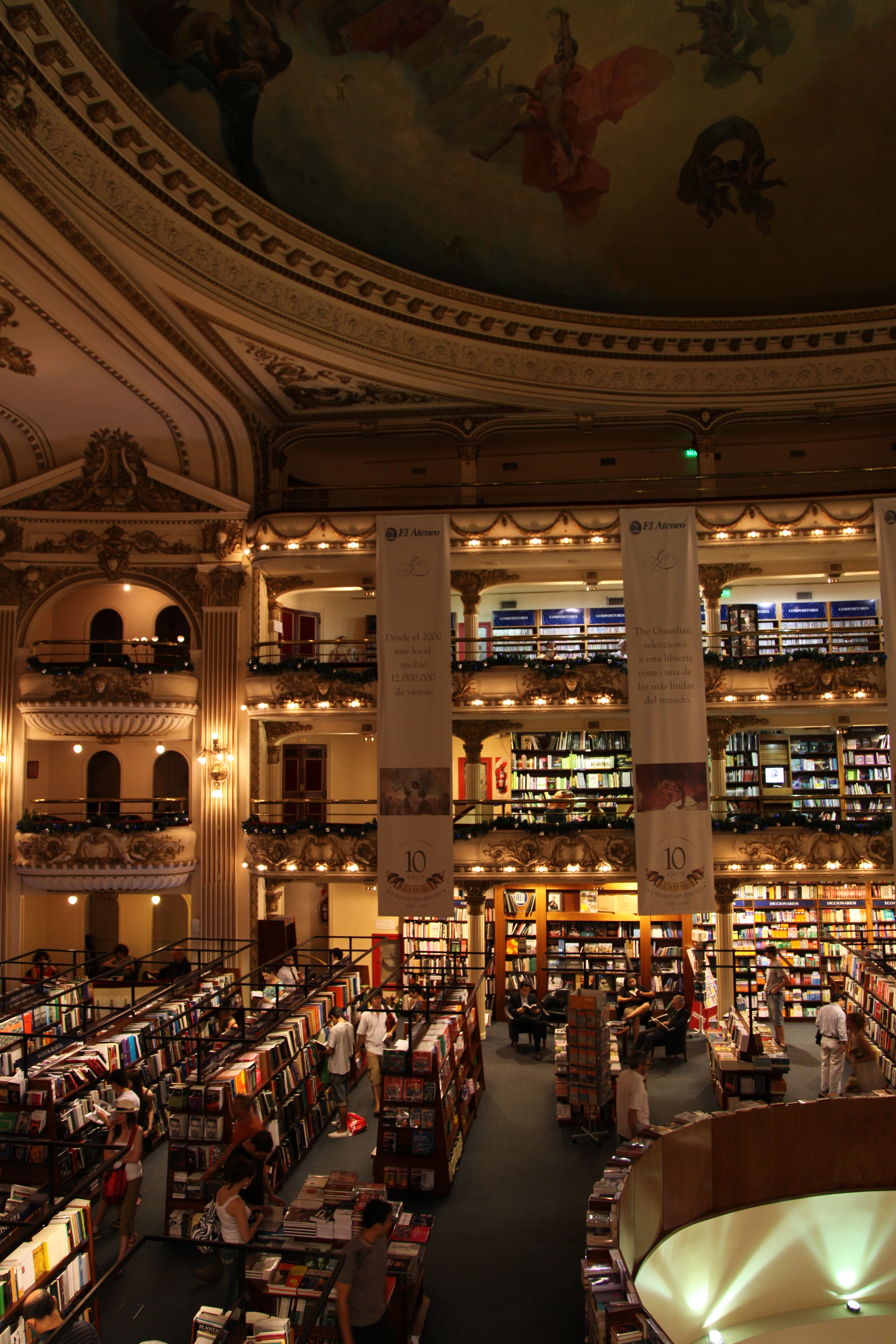